# Barcita indistincta
Barcita indistincta là một loài bướm đêm trong họ Noctuidae.